# Robo Rally
Robo Rally oder RoboRally ist ein Brettspiel für zwei bis acht Personen von Richard Garfield, Erfinder des Sammelkartenspiels Magic: The Gathering. Es wurde 1994 von Wizards of the Coast herausgegeben und ab 1999 im deutschsprachigen Raum von Amigo vertrieben. Seit Juli 2005 wird das Spiel unter der Spielemarke Avalon Hill, die mittlerweile wie Wizards of the Coasts zu Hasbro gehört, verkauft. Die Neuauflage enthält vier neue und vier bekannte Pläne. Eine weitere Neuauflage erschien 2016.
Phil Foglio entwickelte die Spielsteine und gestaltete die Bilder zum Originalspiel.

## Das Spiel
Jeder Spieler kontrolliert eine beliebige Anzahl Roboter (meist einen oder zwei), die sich in einer Fabrikhalle bewegen und versucht, eine Reihe von Wegpunkten abzufahren. Der letzte Wegpunkt ist das Ziel; wer diesen zuerst erreicht, gewinnt das Spiel sofort.
Um die Roboter zu steuern, müssen sie zunächst programmiert werden. Jeder Spieler erhält hierfür eine Anzahl (anfänglich neun) Karten mit Werten wie „2 Vor“, „1 Zurück“, „Drehung nach links“ usw. Fünf dieser Karten werden verdeckt angeordnet, bevor die Roboter sich gleichzeitig bewegen. Dann darf nichts mehr an der Reihenfolge geändert werden. Die Spieler decken nun gleichzeitig die erste Karte auf. Der Spieler mit der höchsten Priorität (eine Zahl rechts oben auf der Programmkarte) führt seine Bewegung zuerst aus. Anschließend folgen die Spieler mit den jeweils niedrigeren Prioritäten. Nach jedem Programmschritt bewegen sich die Fabrikelemente (Förderbänder, Drehscheiben, Pressen usw.) und sorgen eventuell für weitere Bewegungen. Dies wiederholt sich fünf Mal, bis alle Programmschritte abgearbeitet sind.
Die Roboter können sich gegenseitig verschieben oder behindern. Durch Kollision zweier Roboter kann daher der gesamte Bewegungsablauf der restlichen Programmkarten anders verlaufen, als es geplant war, da die Programmierung ja bereits feststeht. Auf diese Weise landen Roboter hier und dort einmal im Abgrund, oder werden von Lasern angeschossen. Auch die Roboter selbst verfügen über Laser, die nach vorne feuern und den nächsten Gegner in gerader Linie treffen. Nehmen die Roboter Schaden, bekommen sie im nächsten Spielzug weniger Programmkarten zur Auswahl, um ihre Bewegungsabläufe festzulegen, und verlieren daher an Flexibilität. Hat der Roboter bereits fünf oder mehr Schadensmarken angesammelt, bleiben einmal programmierte Karten sogar über mehrere Spielrunden hinweg liegen. Der Roboter gerät somit bis zum nächsten Abschalten völlig außer Kontrolle. Auf speziellen Servicefeldern können Schäden repariert und Sicherungskopien („backups“) abgelegt werden. Ein völliges Abschalten muss eine Runde zuvor angekündigt werden und erlaubt eine völlige Reparatur, allerdings wird der abgeschaltete Roboter eine Runde lang zum Spielball der Gegner.

## Spielbarkeit
Für den Einstieg sucht man sich am besten Anfänger, denn es dauert einige Runden, bis man sich an die Bewegungsabläufe von Förderbändern, Expressbändern und Drehscheiben gewöhnt hat. Der Spielspaß erhöht sich mit der Anzahl der beteiligten Spieler (Roboter). Verschiedene Szenarien sorgen für Langzeitspaß. Für Profis gibt es Szenarien mit Sonderregeln, beispielsweise das Rotieren des gesamten Spielplans beim Erreichen eines Checkpoints, der Start mit Schadensmarken oder Optionskarten. Ferner gibt es auch Teamszenarien (Capture the Flag und Ähnliches).

### Erweiterungen
Die Erweiterungen des Originalspiels im Überblick:
- Deutsch:
  - Crash and Burn: Führt vier neue Roboter, vier neue Spielpläne und Optionskarten ein (Roboter können modifiziert werden). Vieles dieser Erweiterung war im englischen Grundspiel enthalten und macht das Spiel erst reizvoll. Mit dieser Erweiterung hat man das englische Grundspiel und die englische Erweiterung Crash and Burn.

- Englisch:
  - Armed and Dangerous: Mehr Waffen, mehr Chaos und sechs neue Spielpläne
  - Crash and Burn: Fallen und zwei neue Spielpläne
  - Grand Prix: Drei neue Spielpläne und ein neuer Spielmodus
  - Radioactive: Drei neue Spielpläne mit Radioaktivität und Mutation.
  - King of the Hill: Limitierte Sonderauflage eines Spielplans